# Puente viejo sobre río Itata
El Puente viejo sobre el río Itata es un viaducto, ubicado a un costado de la ciudad chilena de Coelemu, en la Región de Ñuble. Fue construido entre los años 1914 y 1916 con el objetivo de ser parte de la ruta ferroviaria entre las ciudades de Chillán y Tomé, o también se dice que existió un ramal ferroviario en construcción o en funcionamiento que conectaba Cauquenes con Coelemu
Este puente fue construido con vigas y pilares metálicos, además de hormigón y madera, características que sirvieron de argumento para que el 10 de septiembre de 1993 fuera declarado monumento nacional de Chile.
Cabe la duda de si este puente podría haber conectado ese ramal entre Cauquenes y Coelemu con el ramal Ramal Rucapequén-Concepción.  

## Historia
Antiguamente existió una infraestructura peatonal en el lugar de precarias condiciones, cual fue destruido en 1898, a raíz de la crecida del río Itata. La nueva estructura inició su construcción en 1914 y fue inaugurado en 1916, para mantener sus operaciones hasta 1987 que fue reemplazada por el Puente Itata, ubicado a 200 metros río abajo. Actualmente el viaducto está inhabilitado para su tránsito debido a sus condiciones estructurales inseguras.